# Wangkatjungka
Wangkatjungka – miasto w Australii, w stanie Australia Zachodnia, około 130 km na południowy wschód od miasta Fitzroy Crossing.